# مارتین پاتر
مارتین پاتر (انگلیسی: Martin Potter؛ زادهٔ ۴ اکتبر ۱۹۴۴) یک هنرپیشه اهل بریتانیا است.
از فیلم‌ها یا برنامه‌های تلویزیونی که وی در آن نقش داشته است می‌توان به ستیریکون، تنها راه و نیکلاس و الکساندرا اشاره کرد.